# Diocesi di Ouesso
La diocesi di Ouesso (in latino Dioecesis Uessitana) è una sede della Chiesa cattolica nella Repubblica del Congo suffraganea dell'arcidiocesi di Owando. Nel 2023 contava 25.600 battezzati su 125.000 abitanti. È retta dal vescovo Brice Armand Ibombo.

## Territorio
La diocesi comprende la regione di Sangha nella repubblica del Congo.
Sede vescovile è la città di Ouésso, dove si trova la cattedrale di San Pietro Claver.
Il territorio è suddiviso in 10 parrocchie.

## Storia
La diocesi è stata eretta il 6 giugno 1983 con la bolla Ad expeditiorem di papa Giovanni Paolo II, ricavandone il territorio dalla diocesi di Owando (oggi arcidiocesi).
Il 30 ottobre 2000 ha ceduto una porzione del suo territorio a vantaggio dell'erezione della prefettura apostolica di Likouala (oggi diocesi di Impfondo).
Originariamente suffraganea dell'arcidiocesi di Brazzaville, il 30 maggio 2020 è entrata a far parte della provincia ecclesiastica di Owando.

## Cronotassi dei vescovi
Si omettono i periodi di sede vacante non superiori ai 2 anni o non storicamente accertati.
- Hervé Itoua (6 giugno 1983 - 22 aprile 2006 dimesso)
  - Sede vacante (2006-2008)
- Yves Marie Monot, C.S.Sp. (14 giugno 2008 - 8 dicembre 2021 ritirato)
- Gélase Armel Kema (8 dicembre 2021 - 6 gennaio 2024 nominato arcivescovo di Owando)
- Brice Armand Ibombo, dal 28 maggio 2025

## Statistiche
La diocesi nel 2023 su una popolazione di 125.000 persone contava 25.600 battezzati, corrispondenti al 20,5% del totale.
| anno | popolazione | popolazione | popolazione | presbiteri | presbiteri | presbiteri | presbiteri                | diaconi | religiosi | religiosi | parrocchie |
| anno | battezzati  | totale      | %           | numero     | secolari   | regolari   | battezzati per presbitero | diaconi | uomini    | donne     | parrocchie |
| ---- | ----------- | ----------- | ----------- | ---------- | ---------- | ---------- | ------------------------- | ------- | --------- | --------- | ---------- |
| 1985 | 18.500      | 95.360      | 19,4        | 6          | 2          | 4          | 3.083                     |         | 4         | 4         | 30         |
| 1995 | 69.000      | 142.621     | 48,4        | 9          | 5          | 4          | 7.666                     |         | 5         | 29        | 7          |
| 2000 | 12.000      | 55.000      | 21,8        | 4          | 3          | 1          | 3.000                     |         | 1         | 11        | 5          |
| 2001 | 12.000      | 55.000      | 21,8        | 10         | 4          | 6          | 1.200                     |         | 7         | 18        | 8          |
| 2002 | 15.000      | 78.500      | 19,1        | 11         | 5          | 6          | 1.363                     |         | 7         | 10        | 5          |
| 2003 | 25.000      | 70.000      | 35,7        | 7          | 6          | 1          | 3.571                     |         | 1         | 19        | 28         |
| 2004 | 25.000      | 65.600      | 38,1        | 9          | 6          | 3          | 2.777                     |         | 3         | 18        | 28         |
| 2013 | 20.500      | 97.000      | 21,1        | 12         | 12         |            | 1.708                     |         |           | 22        | 6          |
| 2016 | 23.000      | 104.953     | 21,9        | 14         | 12         | 2          | 1.642                     |         | 3         | 21        | 6          |
| 2019 | 25.500      | 113.400     | 22,5        | 26         | 24         | 2          | 980                       | 2       | 2         | 20        | 6          |
| 2020 | 26.160      | 116.350     | 22,5        | 14         | 12         | 2          | 1.869                     |         | 4         | 21        | 4          |
| 2021 | 25.500      | 119.140     | 21,4        | 16         | 14         | 2          | 1.593                     |         | 4         | 21        | 9          |
| 2023 | 25.600      | 125.000     | 20,5        | 15         | 13         | 2          | 1.706                     |         | 4         | 19        | 10         |